# Luv og Læ
Luv (fra nederlandsk te loeve waart, 'på vindsiden') og læ er to maritime udtryk. 
For at skelne mellem luv og læ går man ud fra et bestemt referencepunkt, f.eks. et skib. Luv er den side af skibet, hvorfra vinden kommer, mens læ er i den retning vinden blæser væk fra skibet. Når man ser mod luv, har man vinden i ansigtet, når man ser mod læ, har man vinden i ryggen.
Ordet læ kendes også fra den almene betydning "beskyttet mod vinden"; man ankrer op i læ af en odde, eller man drikker sommerens eftermiddagskaffe ved læsiden af huset. Her er man i læ et sted, hvor man ikke mærker vinden, eller den ikke er for kraftig.
Luv er også vigtigt ved sejlads, f.eks. når to sejlskibe mødes, og der er fare for kollision, er det fartøjet, der har vinden fra bagbord, der skal vige. Skulle begge fartøjer have vinden fra samme side, er det fartøjet, der har vinden for luv, dvs. der er nærmest hvor vinden kommer fra, der skal vige for det andet fartøj.
Med læ kan også menes: Indenfor i skibet, i kahyt eller under dæk, hvor vinden ikke blæser.